# Morialmé
Morialmé [mɔʁiame]  (en wallon Môriamé) est un village de l'Entre-Sambre-et-Meuse, en province de Namur (Belgique). Administrativement il fait aujourd'hui partie de la commune de Florennes en Région wallonne de Belgique. C'était une commune à part entière avant la fusion des communes de 1977.
Morialmé est rattaché à l'arrondissement administratif de Philippeville et à l'arrondissement judiciaire de Dinant.

## Étymologie
- Le nom de Morialmé trouve son origine dans le mot Morealmes 1086
- 1147: Morelmes
- 1186: Moreilmeis, du latin Morelli ou Maurelli Mansus (manse, métairie, habitation de Morellus)[2]

## Géographie
- Le sol est essentiellement constitué de calcaire et de schiste.
- Le sous-sol est principalement composé d'argile. On retrouve également d'anciennes mines de fer.
- Morialmé est situé dans la région naturelle du Condroz.
- Le site de Morialmé est vallonné entre 200 et 275 m d’altitude.
- Cours d'eau : la Thyria formée par le Ry des Kairelle, le Gérondia, le Ry de la Semene et le Ry Saint-Pierre. Cette rivière qui arrose également Thy-le-Bauduin, Laneffe, Somzée, Thy-le-Chateau et enfin Berzée où elle se jette dans l’Eau d'Heure.

### Hameaux et lieux-dits
- Donveau ou Donvau.
- Bruyères.
- Le Frorêt.
- Fort Jacot.
- Poucet.
- Le Fayat.
- Vî Sau.
- Grand Arbre.
- Les Maquettes.
- La Verrerie.
- La Petterie.

### Bois
- Bois de Saint-Martin.
- Bois Del Ninvaux.
- Bois de Saint-Feuillen.

### Villages limitrophes
| Thy-le-Bauduin | Hanzinelle  |                 |
| Fraire         | Morialmé    | Florennes, Oret |
|                | Saint-Aubin |                 |

## Évolution démographique
- Source: DGS, 1831 à 1970=recensements population, 1976= habitants au 31 décembre

## Histoire
À l’époque romaine, Morialmé était traversé par la chaussée Bavay-Trêves. En 1870, un trésor de pièces romaines, à l’effigie des empereurs Domitien (Ier siècle PCN) et Gordien III (IIIe siècle PCN), fut découvert au lieu-dit "Poucet". En 1980, un cimetière gallo-romain d’une vingtaine de tombes, avec mobilier funéraire, fut mis au jour au lieu-dit « le Douaire ».
Au Moyen Âge, Morialmé devient le siège d’une importante seigneurie (voir Historique de la seigneurie de Morialmé) relevant de la Principauté de Liège dont Durant, prince-évêque, cité en 1021, était d’origine morialmétoise. Arnoul de Rumigny-Florennes fut en 1086 le premier seigneur de Morialmé. La terre appartiendra successivement aux Condé, aux Mérode et finalement aux Bryas qui y l’occupèrent de 1650 jusqu’à la Révolution française.
L’existence de la chapelle Saint-Pierre (voir Monuments et curiosité touristiques) est à mettre en parallèle avec l’histoire de l’extraction et du travail du fer dans la région. La charte des minières dite « de Morialmé » date de 1384. Ce document était d’avant-garde : il définissait les conditions du travail des ouvriers dans les mines. Parmi les cinq jurés signataires du document, quatre résidaient à Fraire-la-Petite.

### Historique de la seigneurie
La première apparition du plus vieil ancêtre des seigneurs de Morialmé remonte en 977 c'est dire que la famille est une des plus anciennes de nos régions. La seigneurie de Morialmé constitue la branche cadette de la seigneurie de Florennes. En effet, Elbert de Florennes épouse Alpaïde de Hoegarde veuve de Godefroid de Juliers. Cet Elbert était veuf d'une certaine Hersende dont on ne connait pas le nom. De ses deux fils connus, l'un, Godefroid mourut jeune et l'autre ; Arnould reprit la seigneurie de Morialmé. De son épouse Ermentrude de Verdun il eut 7 enfants. L'aîné prénommé Godefroid (acte de 1050) épousera une certaine Gisèles. D'eux, naîtra Arnould deuxième du nom. Il est avoué d'Hanzinne, seigneur de Sanzeilles, de Soumoy, une partie du village de Dampremy. En 1113, il revend presque tout et rentre à l'abbaye de Saint-Nicaise à Reims où il devient abbé, avant de se retirer au monastère de Signy où il finit ses jours.
Sa sœur, Alpaïde de Morialmé garde la seigneurie de Morialmé et la demi de Florennes et Auvelais. Elle épouse Godescal de Trognée qui va reprendre le nom de Morialmé.
Son fils ainé, Godescal II de Morialmé épousera Edwige de Felnesse qui donnera naissance à Arnould III qui épousera Ida fille de Léon van der Aa, châtelain de Bruxelles. L'aîné de leurs enfants, Godescal III seigneur de Morialmé, de Sautour, avoué de Fosse, chevalier en 1174 est témoin lors de l'héritage du comté de Namur au bénéfice du comte de Hainaut, Baudoin V. Il participe à la 3e croisade aux côtés de l'empereur de l'empire Romain Germanique, Frédéric Ier Barberousse. Il entre dans l'ordre hospitalier de Jérusalem. Ghislebert dit de lui qu'il était brave, noble et riche. Alpaïs, une de ses sœurs sera abbesse de Nivelles ainsi que sa fille, Béatrix. Il sera marié à Hawide de Ham.
Arnould IV sera le dernier de la famille à porter le titre de seigneur de Morialmé. Il sera avoué d'Hanzinne, seigneur de Ham-sur-Heure, de Loverval et avoué de Fosse. Il participa à la bataille de Steppes du côté Liégeois en 1213 et épousa Jeanne ou Isabeau de Bailleul. De ce couple ne naîtra qu'une fille du nom d'Élisabeth. Elle épousera Nicolas Ier de Condé et la seigneurie passera dans la famille de Condé qui s'appellera Condé-Morialmé.

### La Charte des minières
La Charte dite des minières de Morialmé octroyée en 1384 était l’un des plus anciens règlements miniers conservés de nos jours en Europe. Conservé à la Société Royale d'Archéologie, d'Histoire et de Paléontologie de Charleroi ce document pourtant inaliénable d’une valeur et d’un intérêt exceptionnel a mystérieusement disparu dans les années 1970 ou 1980.
Ce texte était un des plus anciens règlements en Europe établie grâce à la mobilisation et la solidarité ouvrière qui pourtant de seigneuries différentes, s'unirent pour protester contre les taxes qu'ils estimaient injustes sur leur travail.
Selon certains, la Charte aurait été vendue avec de vieux papiers. Elle se trouverait aujourd’hui chez un particulier à Yves-Gomezée
Le texte intégral de la Charte fut publié par J. Kaisin en 1891 (DRSPAC tome XVIII). Aujourd’hui, il reste 3 anciennes copies manuscrites aux Archives de l’État de Namur.
Ce document d’intérêt exceptionnel nous éclaire sur la vie des mineurs et forgerons à cette époque. Morialmé est situé sur le plus riche gisement de minerai de fer de l’Entre-Sambre-et-Meuse. De là, l’intitulé de ce règlement qui s’étend également, selon le texte original, aux minières voisines d’Yves, de Fraire, de Laneffe, de Hanzinelle de Florennes et d’Oret. Ces accords ont certainement dû être consignés par écrit à cause du nombre et de la qualité des ayants droit. Ce règlement est empreint d’un très bel esprit. Il est édifiant de découvrir comment de simples ouvriers provenant de seigneuries différentes, s’appuyant sur leur honnêteté professionnelle furent capables de rédiger des règlements pour définir leurs devoirs et leurs droits et d’obtenir enfin  l’approbation et la protection de leur seigneur. Si le clergé et le seigneur jouissent d’une partie des bénéfices, la Charte ne leur reconnaît aucun privilège sur la minière. Ce texte servira de règlement entre les mineurs et les propriétaires du sol jusqu’à la fin de l’ancien régime. Concernant les dimensions des minières et d’autres méthodes de travail, les usages définis par la Charte resteront d’application jusqu’à la fin de l’exploitation des mines de fer soit environ 1880.

## Patrimoine et folklore
- L'église Saint-Martin. Édifice en brique et en pierre bleue a été reconstruit en 1910 sur les plans de l’église de 1860, incendiée en 1909[5]. À l'intérieur, on retrouve un Christ en croix fait de bois et datant du XVIe siècle, des grandes orgues réalisées en 1911 par Salomon Van Bever, un carillon composé de 16 cloches fondues en 1956 chez Slegers à Tellin ainsi que des vitraux d’art retraçant les vies de saint Pierre et de saint Martin. Depuis 1883, le sanctuaire de saint Stamp, vénéré pour les personnes atteintes de la goutte ou ayant des difficultés de locomotion principalement pour les enfants qui tardent à faire leurs premiers pas ou qui ont des difficultés à se tenir debout. Selon l’usage, les parents qui viennent prier saint Stamp lui laissent en ex-voto un petit objet appartenant à l’enfant. On trouvera donc à proximité du sanctuaire, un petit soulier, un bas, ou même parfois un petit jouet.

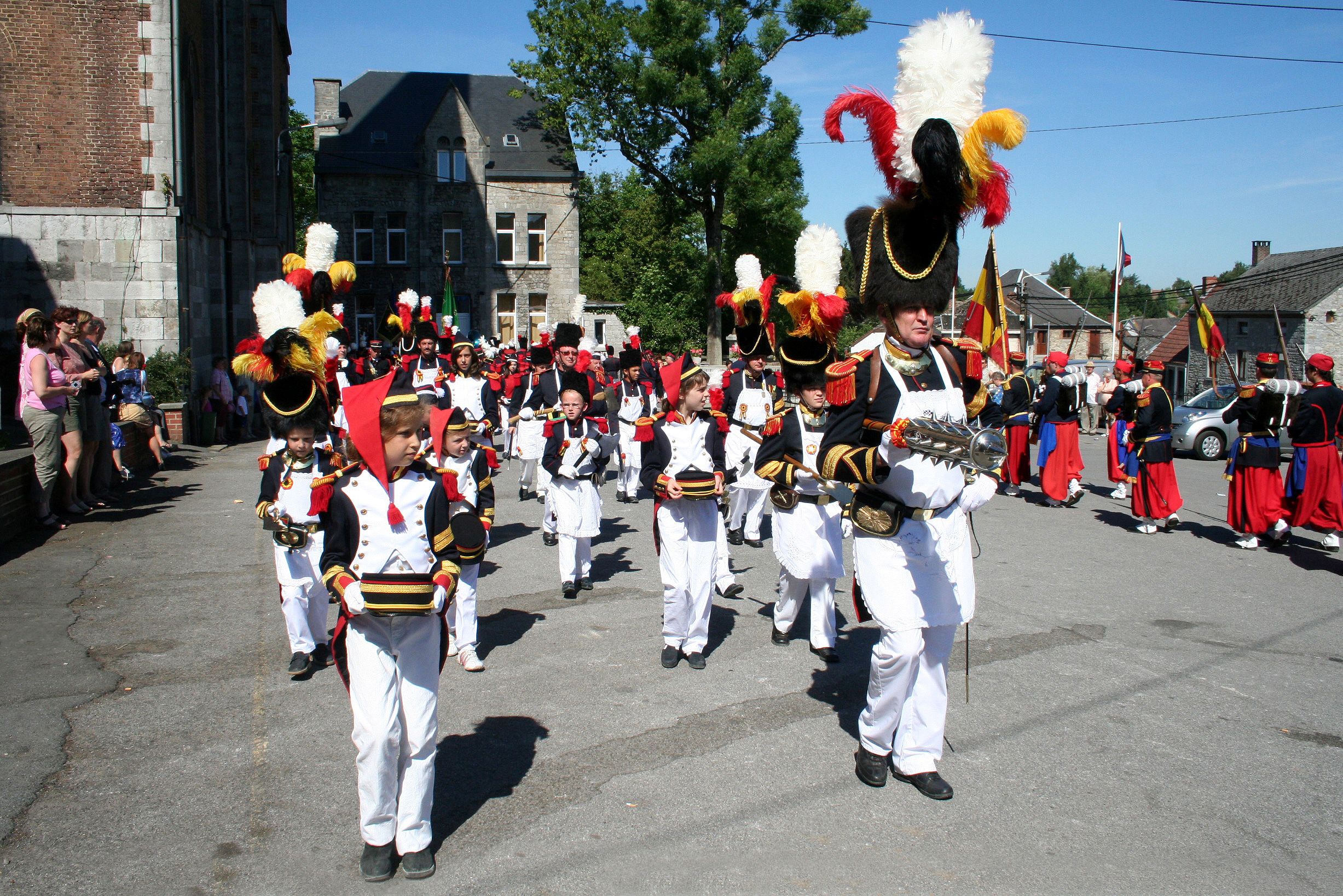
Les sapeurs et zouaves de la marche Saint-Pierre (2006).

- La Chapelle Saint-Pierre. Il s'agit d'un édifice néo-classique, précédé d’un portique et restauré en 1861. La chapelle est située à l'écart du village, en pleine campagne, sur le territoire de Fraire-la-Petite (village disparu au début du XVe siècle). Chaque année, à la fin du mois de juin, une marche-procession militaire et folklorique se rend à cette chapelle.

- L'ancien Hôtel de Ville. Aujourd'hui, l'ancien hôtel de ville est principalement utilisé comme salle de fête.

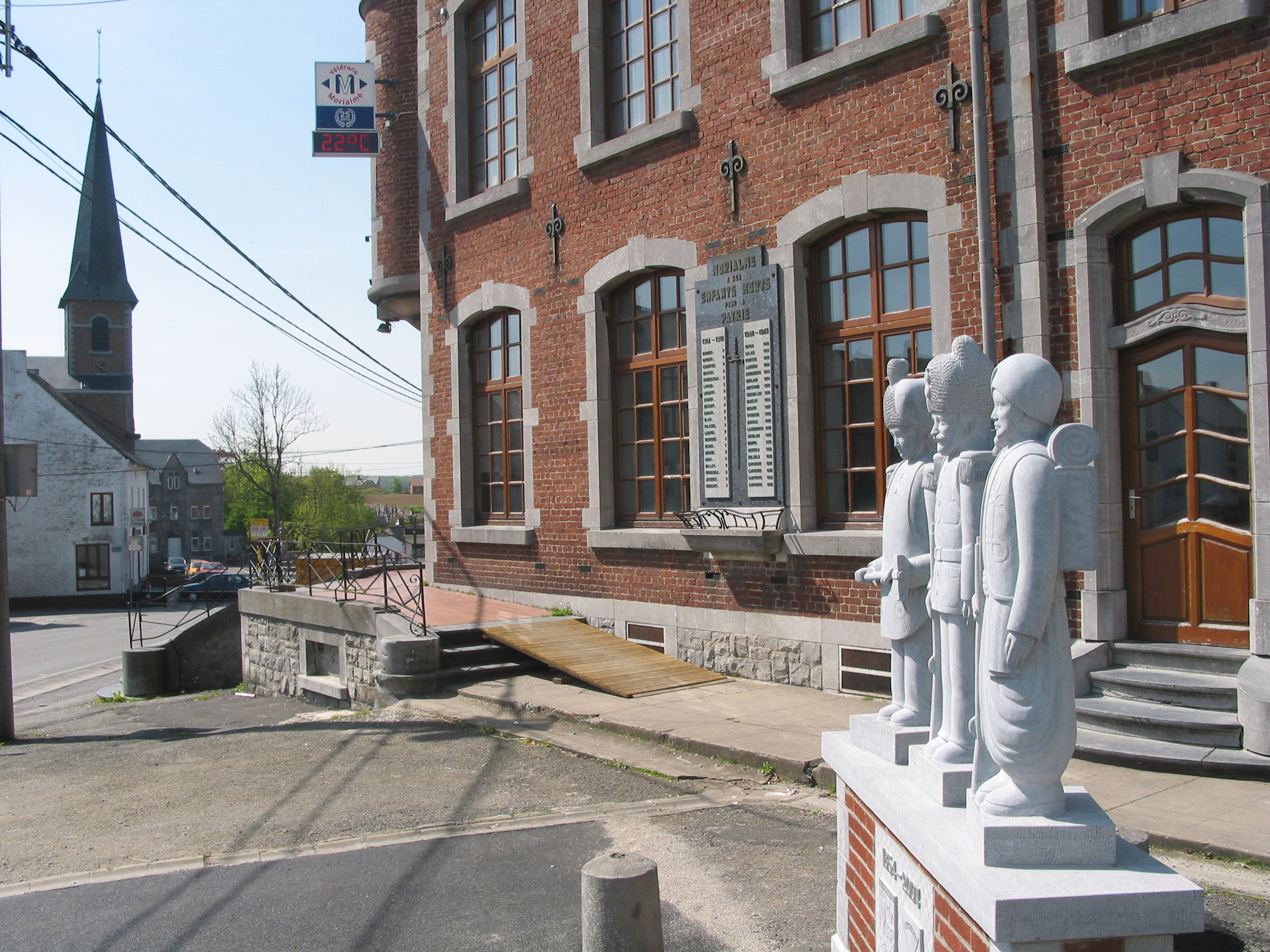
Le village et le monument aux marcheurs.

- Le village et le monument aux marcheurs.Le château de Morialmé. Le château et sa ferme attenante ont été aménagés par le comte de Bryas en 1633. Aujourd’hui, ces bâtiments relèvent du domaine privé et ne sont pas ouverts aux visiteurs. Les terres du seigneur s’étendaient sur 536 hectares. Ce château est divisé en deux parties : la partie centrale qui a donc été édifiée par Charles de Bryas fin du XVIIe siècle. Elle consiste en un important corps d’habitation formé par un long volume de dix travées, dont les deux niveaux en brique posent sur un soubassement biseauté en pierre alors que les deux ailes latérales de style classique ont été accolées en H aux extrémités du logis. La salle d'armes présente de remarquables décors stuqués représentant des trophées militaires ainsi que des motifs végétaux et floraux. Au centre du mur frontal auquel s’adosse la conciergerie, se trouve un porche monumental à la toiture de bulbe aplati. Sur le tympan, on retrouve les armes des comtes de Bryas en pierre de sable. Le château et alentours ont été classés le 21 décembre 1979.
- Ancien moulin. Construit au XVIIe siècle et profondément transformé et surélevé en 1942[6]. Chapelle Notre-Dame de Beauraing.

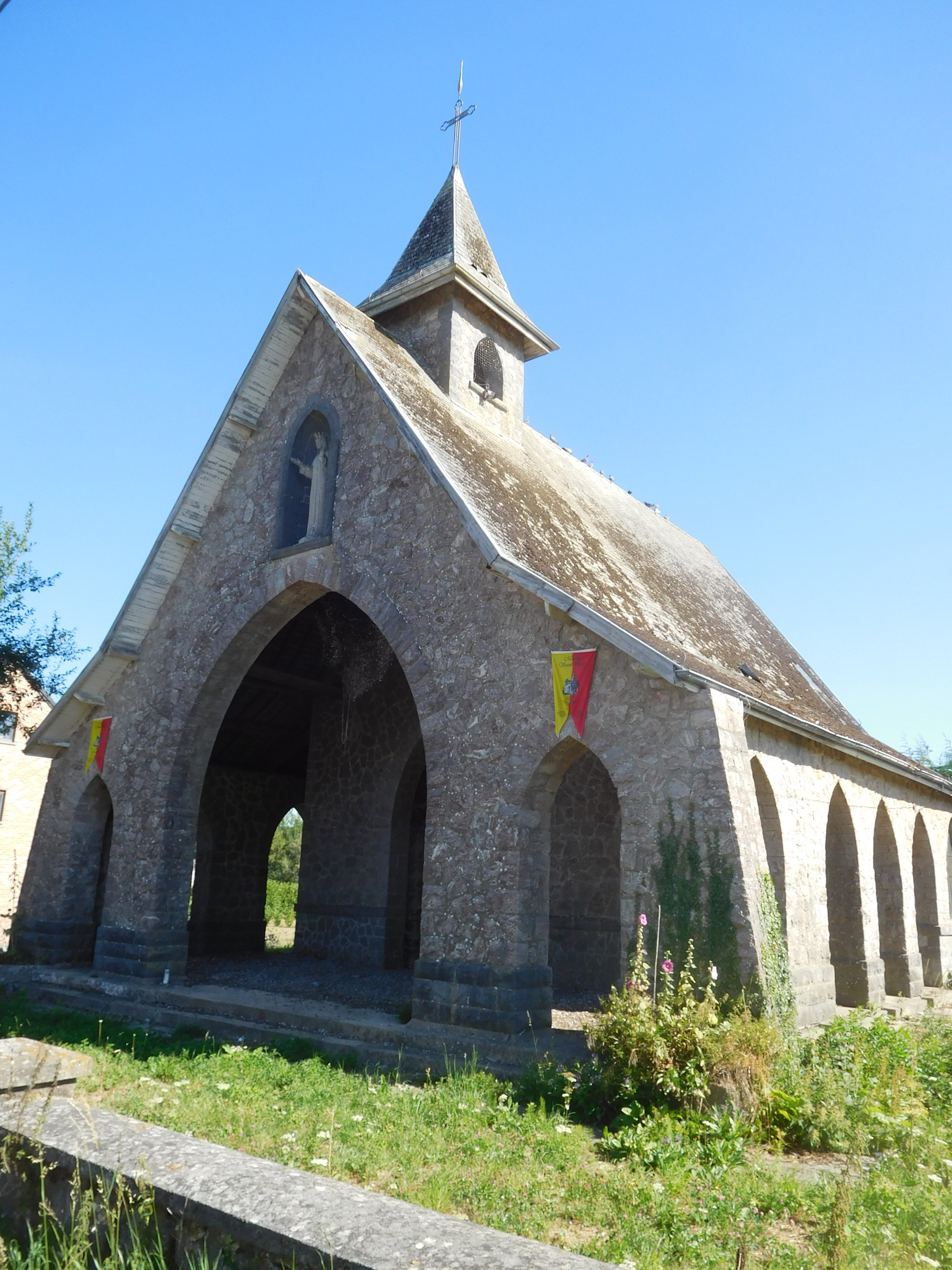
Chapelle Notre-Dame de Beauraing.

- Le monument aux marcheurs sur la Grand'Place. Ce monument a été inauguré en 2004 à l'occasion du 150e anniversaire de la procession Saint-Pierre (de l'abbé Beguin), devenue marche militaire et folklorique organisée chaque année, à la fin juin, en l'honneur de saint Pierre (fêté le 29 juin).

- Forêt domaniale.
- Chapelle Sainte-Barbe. Edifice de style néo-classique, construite en 1848 et en 1948, année du centenaire, terminée par un chevet à trois pans et précédée d'un portique en bois dont le fronton triangulaire sur deux colonnes toscanes[7].

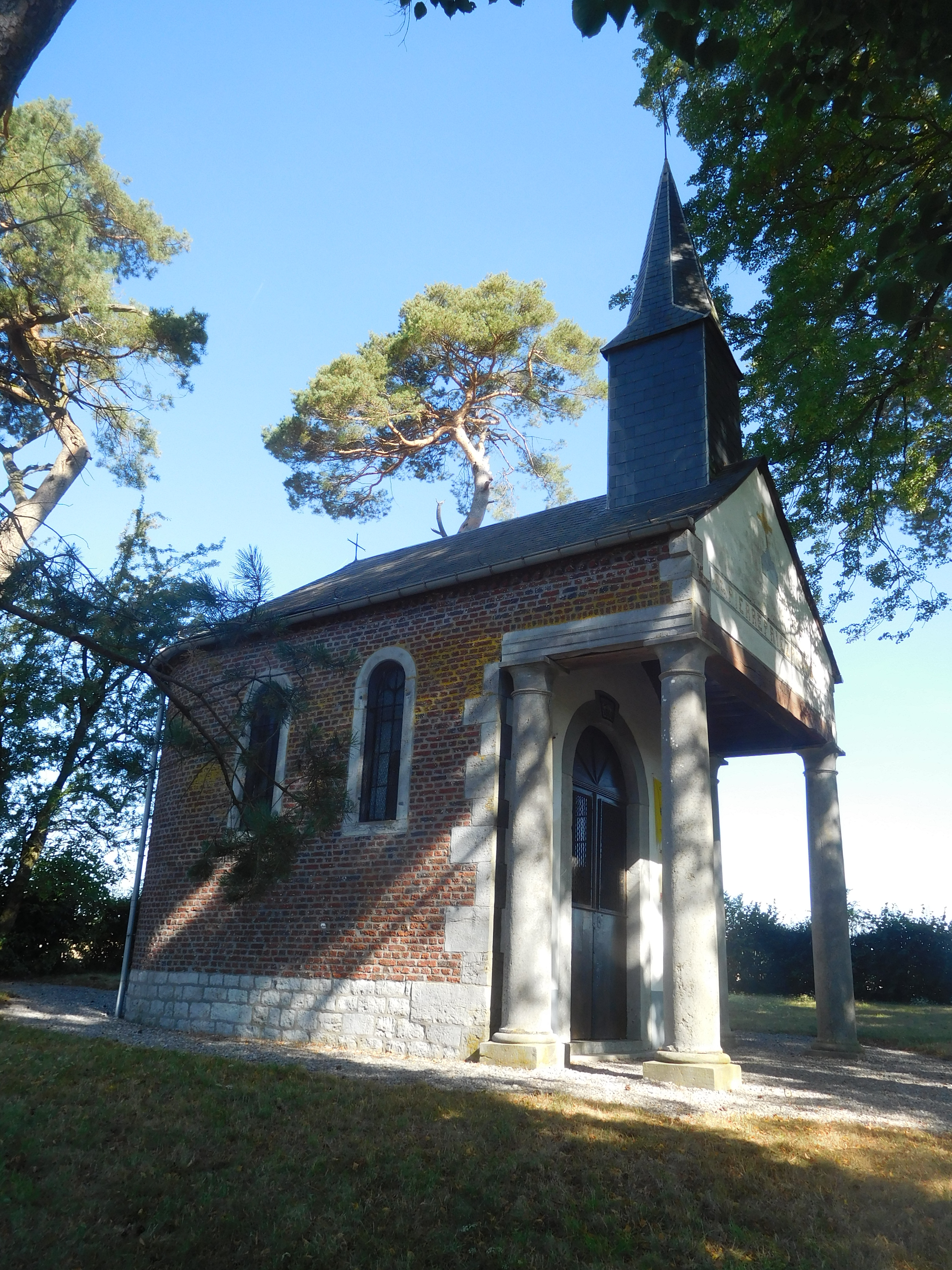
La chapelle Saint-Pierre.

- La chapelle Saint-Pierre.Dans le village de Morialmé, se trouvent également de nombreuses chapelles, potales et croix d'occis. Par exemple, la borne-potale « Vieille-Sainte-Barbe »  où la statue est abritée dans une niche gothique en pierre bleue (XVIe siècle) dont le monument et le site sont classés ; une « Rouge-croix », croix gothique (XVIe siècle) en fonte aux bras polygonaux fleurdelisés ; les croix Biston et Jadin sur le vieux chemin de Walcourt.

- Lors de la Seconde Guerre mondiale, le curé de Morialmé, l'abbé Noël, avait demandé à ses paroissiens de prier la Vierge Marie afin que leur village soit épargné. En reconnaissance, les paroissiens et leur curé ont construit deux chapelles dédiées à la Vierge et un calvaire. Une chapelle se situe au Donveau : il s'agit de la chapelle dédiée à Notre-Dame de Banneux, réplique exacte de la chapelle de Banneux. L'autre, la chapelle dédiée à Notre-Dame de Beauraing, se trouve à la sortie de Morialmé, sur la route de Florennes.

### Folklore

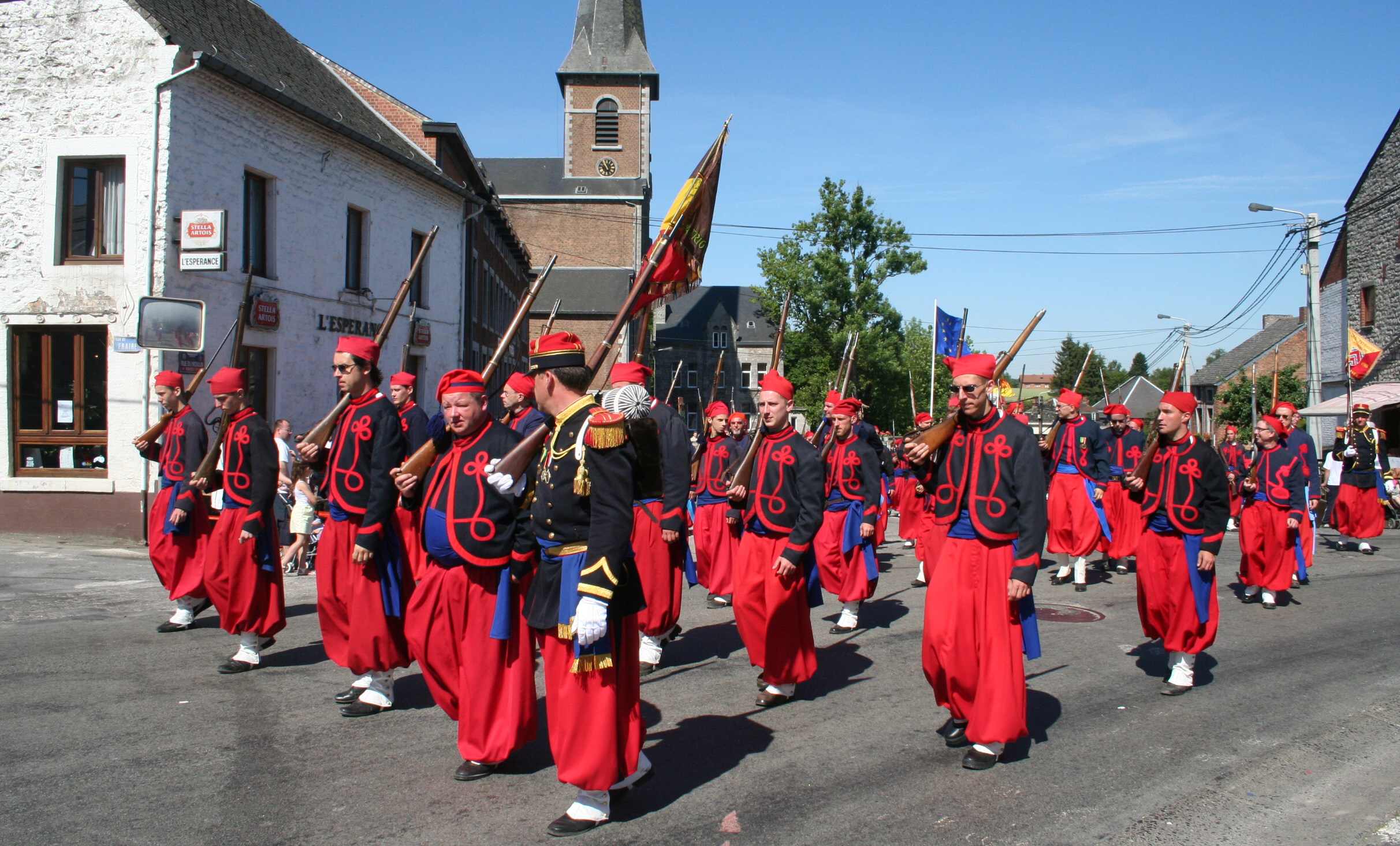
Les zouaves de la marche Saint-Pierre.

- Marche militaire et folklorique : Marche Saint-Pierre (dimanche 29 juin ou le dimanche suivant le 29 juin).
- Grand feu (le samedi de la 'Laetare').
- le carnaval des enfants le mardi gras (en même temps que le carnaval de Binche).

## Enseignement
- École Fondamentale Libre Sainte-Marie. En 1990, l’école libre de Fraire tombe sous sa responsabilité et sa gestion.
- Auparavant, Morialmé comptait également une école communale.

## Économie
Autrefois, l'économie du village reposait, en partie, sur l'agriculture et sur les mines de fer présentes dans le village. De nombreux hommages à sainte Barbe, patronne des mineurs, témoignent encore de cette époque sous forme de chapelle, borne-potale…

### Communications
- Les axes routiers traversant le village sont: la RN 932  (Annevoie-Rouillon-Fraire) et la RN 975 Florennes-Charleroi-Châtelet. Le carrefour se trouve à Donveau.
- Les lignes de bus desservant le village sont: Florennes-Charleroi ou Châtelet et Florennes-Walcourt.
- Auparavant, Morialmé disposait de plusieurs gares ferroviaires: Morialmé-Morialmé (Minières)-Morialmé-Bifurcation-Oret-Morialmé connectées à la ligne 135 et ligne 138. Le bâtiment de la gare de Morialmé a été magnifiquement restaurée en tant que résidence privée.

Le 27 novembre 1848, la Compagnie de l’Entre-Sambre-et-Meuse inaugure une liaison Charleroi-Walcourt-Morialmé (Minières), afin d'améliorer le transport de minerais entre Morialmé et la sidérurgie carolorégienne par la ligne 135,. Sur le tronçon Rossignol-Florennes, le trafic voyageurs a été arrêté le 17 octobre 1954. À partir de 1976-1978, la section Fraire-Humide-Morialmé n'est plus desservie et sera démantelée en 1981. Le tronçon Morialmé-Stave sera utilisé jusqu'en 1980 et démantelé en 1981. Le tronçon Rossignol - Florennes est maintenant en partie chemin piétonnier.
Le 14 juin 1855, le Chemin de fer de Morialmé à Châtelineau relie Châtelet à Florennes (gare de Florennes-Pavillons) via Acoz et Morialmé. Il s'agit de la ligne 138, qui se prolongera en 1862 vers Givet (France) par la ligne 138A (via Doische) et la courte ligne de chemin de fer de Givet à la frontière belge vers Morialmé française. Les gares desservies sont Oret-Morialmé et Morialmé-Bifurcation. Le trafic des passagers a été arrêté le 9 mars 1959 sur le tronçon morialmétois de cette ligne de chemin de fer. De même, trafic de marchandises s'est interrompu au début de 1970. Les voies du tronçon Oret-Morialmé-Bifurcation ont été démontées en 1978.

## Vie associative

### Mouvement de jeunesse
- Scouts de Morialmé - Unité St Pierre TH003.
- Comité des fêtes de Morialmé.

### Sports
- Club de football de Morialmé (Jeunesse Sportive de Morialmé jusqu'en 2020 et la fusion avec Flavion pour former l'Union Sportive Flavion-Morialmé[11],[12]).
- Club de football en salle : Morialmé Boys.
- Manège : Poney Club de Poucet.

## Personnalités
- Durand  ( - 1025) : Prince-Évêque de Liège de 1021 au 21 avril 1025.
- Isabelle de Condé ( - ca. 1280) : dame de Morialmé, fille de Jacques, seigneur de Condé, Bailleul, Morialmé, etc., et sa femme Agnès de Rœulx, épouse en secondes noces de Jean Ier de Looz, comte de Looz et de Chiny.
- Jean Dieudonné Lion (1771 - 1840) : militaire belge né le 28 octobre 1771, général du 1er Empire et de la Restauration.
- Alexandre-François-Ferdinand-Guislain-Marie de Bryas (1781-1828) : colonel de cavalerie et député du Pas-de-Calais sous la Restauration.
- Émile Masson senior (1888 - 1973) : coureur cycliste - 2 victoires finales au Tour de Belgique (1919 et 1923), Champion de Belgique du contre-la-montre par clubs (1921), 1 victoire à Bordeaux-Paris (1923), 7 participations au Tour de France (5e place en 1920). Il a remporté la 11e et la 12e étape du Tour de France 1922. - Biographie d'Emile Masson